# Педро Сото
Педро Сото (ісп. Pedro Soto, нар. 22 жовтня 1952) — мексиканський футболіст, що грав на позиції воротаря, зокрема за клуб «Америка», а також національну збірну Мексики.

## Клубна кар'єра
У дорослому футболі дебютував 1974 року виступами за команду «Америка». 
За рік перейшов до клубу «Лагуна», з якого у 1976 році повернувся до «Америки», де відіграв ще чотири сезони, в першому з яких був основним голкіпером.
Протягом 1981—1982 років захищав кольори клубу «Атлетас Кампесінос», після чого протягом двох сезонів захищав кольори «Пуебли». У сезоні 1982/83 став у складі цієї команди чемпіоном Мексики, а по завершенні наступного сезону завершив ігрову кар'єру.

## Виступи за збірну
1978 року провів три офіційні матчі у складі національної збірної Мексики, включаючи дві гри на тогорічному чемпіонаті світу в Аргентині. Починав турнір як дублер Пілара Реєса, однак після того як останній пропустив три голи від тунісців у першому матчі групового етапу (поразка 1:3), а також три голи по ходу першого тайму другого матчу проти збірної ФРН, на 39-ій хвилині гри проти німців він був замінений на Сото. Номінально другий воротар мексиканців повторив результат Реєса — до завершення другої гри групового етапу футболісти з ФРН ще тричі забили у ворота, які вже захищав Сото, а згодом він ще тричі пропустив у заключній для Мексики грі турніру від збірної Польщі (поразка 1:3).